# Cap Kanine
Le cap Kanine (en russe : Канин Нос, Kanin Nos) est un cap situé à l'extrémité nord de la péninsule de Kanine, dans le District autonome de Nénétsie au nord-ouest de la Russie. La ligne qui relie le cap Kanine au cap Sviatoï sur la péninsule de Kola marque la limite entre la mer Blanche (au sud) et la mer de Barents (au Nord).
Le polygone de Tchija, situé à proximité du cap Kanine, est une zone d'impact des missiles balistiques intercontinentaux russes.

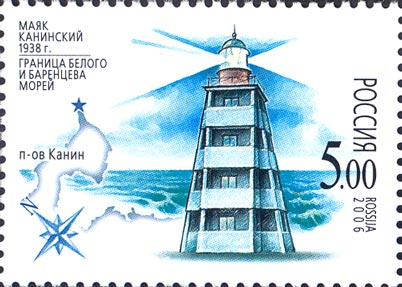
Timbre russe représentant le phare du cap Kanine.

## Climat
| Mois                                        | jan.       | fév.       | mars       | avril      | mai        | juin      | jui.      | août      | sep.      | oct.       | nov.       | déc.     | année      |
| ------------------------------------------- | ---------- | ---------- | ---------- | ---------- | ---------- | --------- | --------- | --------- | --------- | ---------- | ---------- | -------- | ---------- |
| Température minimale moyenne (°C)           | −10,9      | −11,8      | −9,4       | −6,6       | −2,1       | 2,6       | 6,7       | 6,7       | 4,6       | 0,6        | −4,1       | −7,7     | −2,6       |
| Température moyenne (°C)                    | −8,3       | −9,2       | −7,1       | −4,5       | −0,4       | 4,8       | 9         | 8,5       | 6,2       | 2,3        | −2,1       | −5,3     | −0,5       |
| Température maximale moyenne (°C)           | −5,9       | −6,8       | −4,8       | −2,3       | 1,7        | 7,9       | 12,2      | 10,8      | 7,9       | 3,7        | −0,4       | −3,2     | 1,7        |
| Record de froid (°C) date du record         | −31,7 1999 | −33,1 1966 | −29,6 1917 | −30,6 1922 | −16,7 1966 | −6,5 1918 | −1,9 1969 | −0,7 1916 | −3,1 1939 | −13,4 1968 | −22,4 1968 | −30 1915 | −33,1 1966 |
| Record de chaleur (°C) date du record       | 4 1965     | 2,9 1921   | 2,4 1968   | 9 1924     | 19,7 1995  | 26,3 1921 | 30,5 1943 | 28,1 1920 | 20,4 1925 | 12,2 1974  | 10,5 1920  | 8,2 1920 | 30,5 1943  |
| Ensoleillement (h)                          | 3,1        | 19,8       | 80,6       | 153        | 170,5      | 201       | 229,4     | 130,2     | 84        | 37,2       | 6          | 0        | 1 114,8    |
| Précipitations (mm)                         | 41         | 30         | 29         | 22         | 22         | 31        | 37        | 46        | 46        | 52         | 40         | 42       | 438        |
| Record de pluie en 24 h (mm) date du record | 24 1981    | 25 1959    | 25 1986    | 17 1957    | 21 1986    | 40 1917   | 85 1959   | 36 2003   | 21 1981   | 27 1961    | 14 1995    | 13 1981  | 85 1959    |
| Nombre de jours avec précipitations         | 1          | 1          | 1          | 2          | 6          | 12        | 15        | 18        | 20        | 16         | 7          | 2        | 101        |
| Humidité relative (%)                       | 87         | 88         | 88         | 86         | 86         | 85        | 88        | 89        | 88        | 85         | 86         | 87       | 87         |
| Nombre de jours avec neige                  | 22         | 21         | 21         | 17         | 13         | 5         | 0,3       | 0,3       | 2         | 15         | 21         | 24       | 162        |
| Nombre de jours d'orage                     | 0          | 0,04       | 0,03       | 0          | 0          | 0,2       | 0,4       | 0,2       | 0,2       | 0,1        | 0,3        | 0,1      | 2          |
| Nombre de jours avec brouillard             | 2          | 2          | 3          | 5          | 8          | 9         | 12        | 9         | 7         | 2          | 2          | 2        | 63         |

| Diagramme climatique                                  |             |            |            |           |          |           |           |          |          |            |            |
| J                                                     | F           | M          | A          | M         | J        | J         | A         | S        | O        | N          | D          |
| −5,9−10,941                                           | −6,8−11,830 | −4,8−9,429 | −2,3−6,622 | 1,7−2,122 | 7,92,631 | 12,26,737 | 10,86,746 | 7,94,646 | 3,70,652 | −0,4−4,140 | −3,2−7,742 |
| Moyennes : • Temp. maxi et mini °C • Précipitation mm |             |            |            |           |          |           |           |          |          |            |            |